# 地球が動いた日
『地球が動いた日』（ちきゅうがうごいたひ）は、1996年に出版された児童文学作品である。
兵庫県南部地震（阪神・淡路大震災）を題材とし、震災後すぐに被災地入りした作者が、芦屋市の避難所で出会った家族をモデルにした物語。
1997年、日本において同名でアニメーション映画化された。

## あらすじ
1995年1月17日午前5時46分、寝静まる街を大地震が襲った。朝焼けに照らされた街には、幾本の太い黒煙が立ち上り、高速道路は倒れ、果てしなく家々が潰れているようだった。地獄のような惨状の中で、子供たちは家族や友達の大切さを噛みしめながら、希望を見出して成長していく。

## アニメ映画
1997年に公開。カラー作品で78分。

### キャスト
- 剛 - 岡崎てつや
- 和幸 - 筧桜子
- 美帆 - 久保佳那子
- 咲子 - 高能美妃
- 裕太 - 河縞湊
- 悟 - 竹森翔一
- 純 - 木下翼
- 健司 - 村上知宏
- 満 - 尾上寛之
- ゆかり - 高恵美緒
- あや子 - 古川真美
- 酒井先生 - 石井康嗣
- 高橋良 - 坂口哲夫
- 橘絹枝 - 太田淑子
- 下田ハナ - 山本圭子
- 加藤孝治 - 豊川潤
- 田島敏子 - 和田早代
- 秋田の男 - 平野正人
- 茶髪の青年 - 小野坂昌也
- 初老の男 - 広瀬正志
- 和幸の母 - 鈴木みえ
- お母さん - 柳沢三千代
- 塾の講師 - 笠原大
- 若者 - 水内清光
- ラーメン屋のおやじ - 一条和矢
- 若者A - 田中一成
- 若者B - 今津朋子
- 若い母親 - 宇和川恵美
- ボランティアA - 住友七絵
- 高橋祥子 - 竹下景子

### スタッフ
- 配給 - 共同映画
- 原作 - 岸川悦子
- 企画 - 桂壮三郎
- 監督 - 後藤俊夫
- 脚本 - 翁妙子、後藤俊夫
- キャラクターデザイン・作画監督 - 西城隆詞
- 絵コンテ - 後藤俊夫、津田義三
- アニメーション演出 - 津田義三
- 美術監督 - 野崎俊郎
- 色彩設定 - 菅原直子
- 編集 - 神谷信武
- 音楽 - 小六禮次郎
- 音響監督 - 明田川進
- プロデューサー - 田中道哉、桂壮三郎
- アニメーション制作 - タマ・プロダクション